# 上市 (赤磐市)
上市（かみいち）は、岡山県赤磐市にある大字であるかつての赤坂郡上市村に相当する。
郵便番号は〒709-0817（備前瀬戸郵便局管区） 。人口は211人（男性109人、女性102人）。世帯数は84世帯（2013年現在）。

## 概要
市内山陽地区の中部砂川左岸の平地にある。中世砂川沿いに設けられた定期市場のひとつで、南に下市が隣接する。
下市とともに同市の中心的な市街を形成し、公的機関や商業施設が集まる。

### 小・中学校の学区
公立の小・中学校に通学する場合、学区は次のように指定されているが、学校選択制度を導入しており、学区外であっても、一定条件を満たせば自宅から一番近い小中学校を選択し通学が可能である。
| 区域 | 小学校     | 中学校     |
| ---- | ---------- | ---------- |
| 全域 | 山陽小学校 | 高陽中学校 |

## 沿革

### 歴史
古代の赤坂郡鳥取郷の一部で、江戸時代には赤坂郡上市村とよび『吉備温故秘録』に、岡山出石町口まで3里26町、高418石2斗、田畑24町2反2畝22歩半、家数36軒、男女 183人をあげ、市場の守護神として恵美須官を記している。
1889年（明治22年）6月1日、赤坂郡尾谷村など5村と合併して同郡鳥取中村を置き、同村の大字上市となる。1902年（明治35年）4月1日の合併で高陽村に、1953年（昭和28年）3月の合併で山陽町になる。
かつては米、麦、かんしょ、ばれいしょ、大豆、モモ、ブドウ、柿を主要産物としたが、現在は米と果実類以外は衰退している。
2005年（平成17年）3月の合併により、赤磐市が誕生した。

### 地名の由来
当地を砂川が流れているが、その水運を利用し、川沿いに市場が設けられたことによる地名とされる。
南隣には下市があり、近隣に二つの市場があったために上市・下市と呼び分けたといわれる。

### 年表
| 年月日                   | 出来事                                                                               | 備考 |
| ------------------------ | ------------------------------------------------------------------------------------ | ---- |
| 1875年（明治8年）        | 赤坂郡門前村を編入合併。                                                             |      |
| 1889年（明治22年）6月1日 | 町村制施行により、赤坂郡の近隣村と合併して同郡鳥取中村を新設。同村の大字上市となる。 |      |
| 1900年（明治33年）4月1日 | 赤坂郡・磐梨郡が統合されて赤磐郡となる。                                             |      |
| 1902年（明治35年）4月1日 | 赤磐郡鳥取中・東高月、鳥取下の3村が合併して同郡高陽村を新設。                        |      |
| 1953年（昭和28年）3月1日 | 赤磐郡高陽・西山・高月の3村が合併して山陽町を新設。                                  |      |
| 2005年（平成17年）3月7日 | 赤磐郡山陽町・赤坂町・熊山町・吉井町が合併し、赤磐市を新設。                         |      |

## 地勢
河川
- 砂川

## 主要施設
公的施設
- 赤磐市消防本部
- 中国四国農政局赤磐庁舎

教育施設
- 赤磐市立高陽中学校
- 赤磐市立山陽小学校

医療・福祉施設
- 山陽クリニック

一般企業・商店
- NTT西日本山陽電話交換所
- ホームセンタータイム
- 実のり
- ダスキン

神社仏閣・その他宗教施設
- 恵美須神社
- 天理教赤磐教会

## 交通
- 岡山県道27号